# Aragónia mudéjar stílusú építészete
Aragónia mudéjar stílusú építészete néven lett a világörökség része a spanyolországi Teruel és Zaragoza több épülete. Eredetileg Teruel mudéjar stílusú építészetének nevezték, s négy terueli templomból állt, amelyek 1986-ban kerültek fel a világörökségi listára. Az 1990-es években Zaragoza polgárai észrevételezték, hogy városukban nem kevésbé figyelemre méltó példák vannak az aragóniai mudéjar stílusra, amelyek addig nem kerültek fel a listára. Tehát 2001-ben a helyszínt átkeresztelték a jelenlegi nevére, és kiegészítették hat, Zaragozában álló műemlékkel.
A mudéjar stílusú művészet fejlődése Aragóniában a 12. században azoknak a politikai, társadalmi és kulturális feltételeknek a sajátosságából ered, amelyek a reconquista után uralkodtak Spanyolországban. A különböző technikák és az egymás mellett élő zsidó, muzulmán és keresztény kultúrából eredő építészet szimbiózisa egy új stílust teremtett, amely a csúcspontját Teruel városában érte el. Fő anyaga a tégla. A mudéjar stílus nem teremtett új formákat, szerkezeteket, mint a gótika vagy a román stílus, de a különféle kortárs európai stílusokat muzulmán hatásokon keresztül interpretálta. Az elfogadott szemlélet szerint a mudéjar Toledóban született az építészeti és díszítő motívumok átdolgozásával, s innen észak felé terjedt. A mudéjar művészet központjai Sahagún, Toro, Cuéllar, Arévalo és Madrigal de las Altas Torres. De elsősorban Aragóniában fejlődött, különösen Teruelben. Ebben a városban a 13., 14. és 15. század folyamán sok mudéjar stílusú tornyot építettek, s ezzel napjainkig hatóan megváltoztatták a város képét. A mudéjar egy új építészeti jellegzetességet hozott az által, hogy egyesítette a kezdeti gótikus stílust és a késői román stílusra épülő muzulmán hatásokat. A legjobb példák erre azok négyzetes tornyok, amelyeknek nagy falfelszíneit mázas kerámiával és piros téglával díszítették. Egészen 17. század elejéig jellemző a tégla és csempék rendkívül kifinomult és leleményes használata.

## Aragónia mudéjar stílusú épületei
- A Santa María de Mediavilla-katedrális tornya, kupolája és főhajójának tetőszerkezete, Teruel
- A Szent Péter-templom tornya, Teruel
- A Szent Márton-templom tornya, Teruel
- A Megváltó-templom tornya, Teruel
- A Santa María la Mayor apszisa, kolostora és tornya, Zaragoza
- A Szent Tekla-plébániatemplom, Zaragoza
- A Szűz Mária-templom, Zaragoza
- Az Aljafería kastély mudéjar maradványai, Zaragoza
- A Szent Pál-plébániatemplom és tornya, Zaragoza
- A La Seo katedrális apszisa, parókiája és kupolája, Zaragoza